# ТЕС Джиджель
ТЕС Джиджель — теплова електростанція на півночі Алжиру, розташована на середземноморському узбережжі за 10 кілометрів на схід від міста Джиджель, біля порту Джен-Джен.

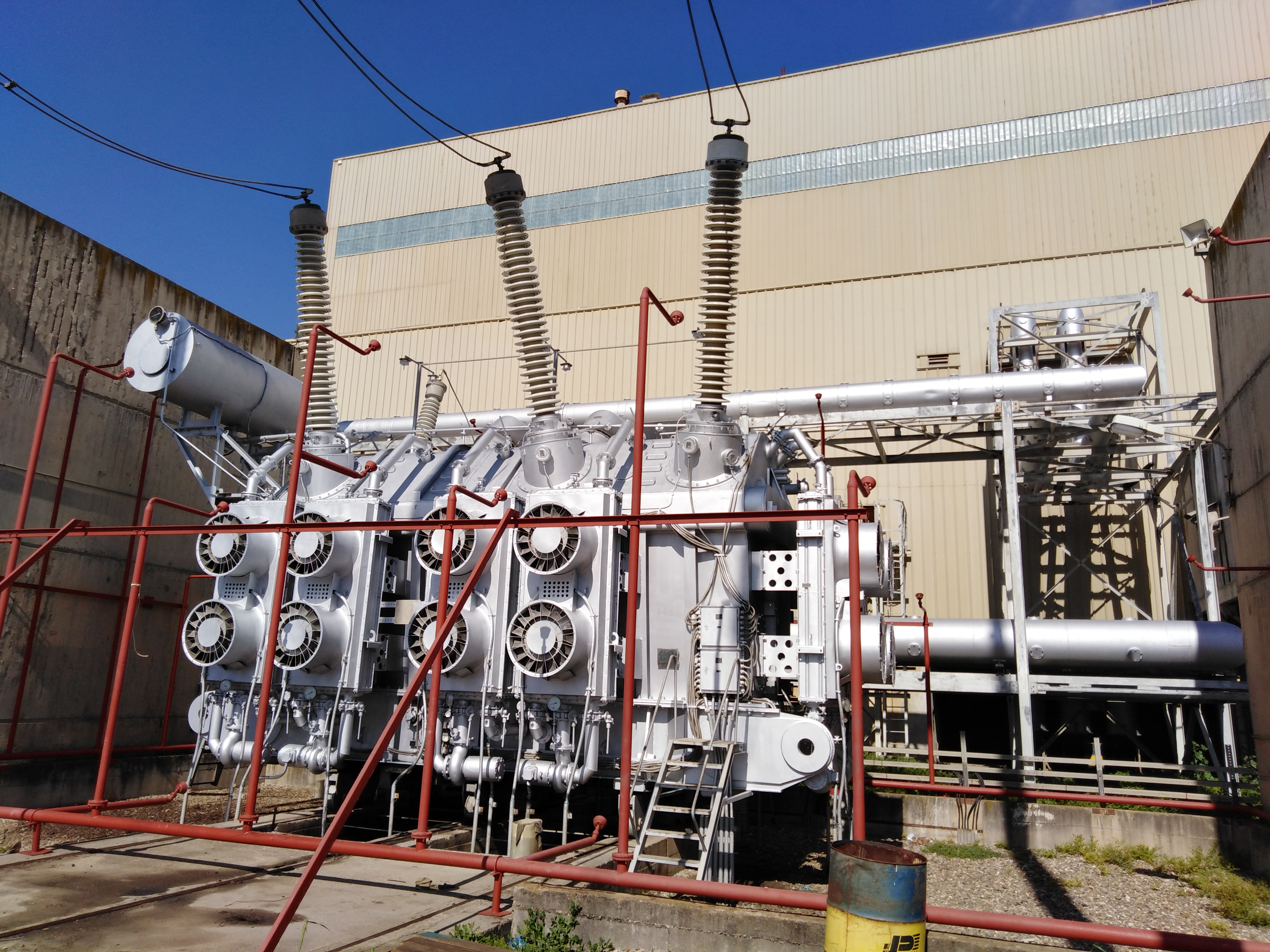
Трансфортматор ТЕС Джиджель

З 1992 по 1994 роки на майданчику станції ввели в експлуатацію три конденсаційні енергоблоки обладнанням радянського виробництва, зокрема, паровими турбінами виробництва Ленінградського металічного заводу типу К-210. Станом на 2022 рік їх одинична потужність рахувалась на рівні 196 МВт.
Станція використовує природний газ, який надходить по трубопроводу Рамдан-Джамаль – Джиджель.